# Ашмарино
Ашмарино — село в Новокузнецком районе Кемеровской области. Входит в состав Центрального сельского поселения.

## География
Центральная часть населённого пункта расположена на высоте 208 метров над уровнем моря. Расположено на правом берегу Кондомы. Через село проходит железная дорога. Соединен мостом с деревней Кульчаны , в котором расположен СОЦ "Ашмарино"

## История
В 18 веке был в окрестностях села Ашмаринский редут

## Население
По данным Всероссийской переписи населения 2010 года, в селе Ашмарино проживает 422 человека (199 мужчин, 223 женщины).